# Стрелков, Василий Михайлович
Василий Михайлович Стрелков  (1871 — ?) — механик путей сообщения, депутат Государственной думы Российской империи II созыва от Самарской губернии.

## Биография
По происхождению из крестьян. Выпускник реального училища. Служил техником в городе Бузулуке; работал механиком путей сообщения, был сотрудником земства. В момент избрания в Думу (по крайне мере официально) оставался беспартийным.
7 февраля 1907 года избран в Государственную думу II созыва общего состав выборщиков Самарского губернского избирательного собрания. Вошёл в состав думской группы социалистов-революционеров. Вместе Г. А. Горбуновым, Н. С. Долгополовым, Д. Л. Зиминым и Ф. И. Ржехиным был избран членом постоянного комитета этой группы. Был членом думской комиссии о помощи безработным.
После роспуска Думы 2-го созыва ЦК партии эсеров выступил с  воззванием.  В. М. Стрелков утверждал, что думская группа по настоянию ЦК предоставила ему  право обратиться к народу с воззванием от своего имени.
Детали дальнейшей судьбы и дата смерти неизвестны.

В. М. Стрелков с депутатами своего избирательного округа и своей фракции.
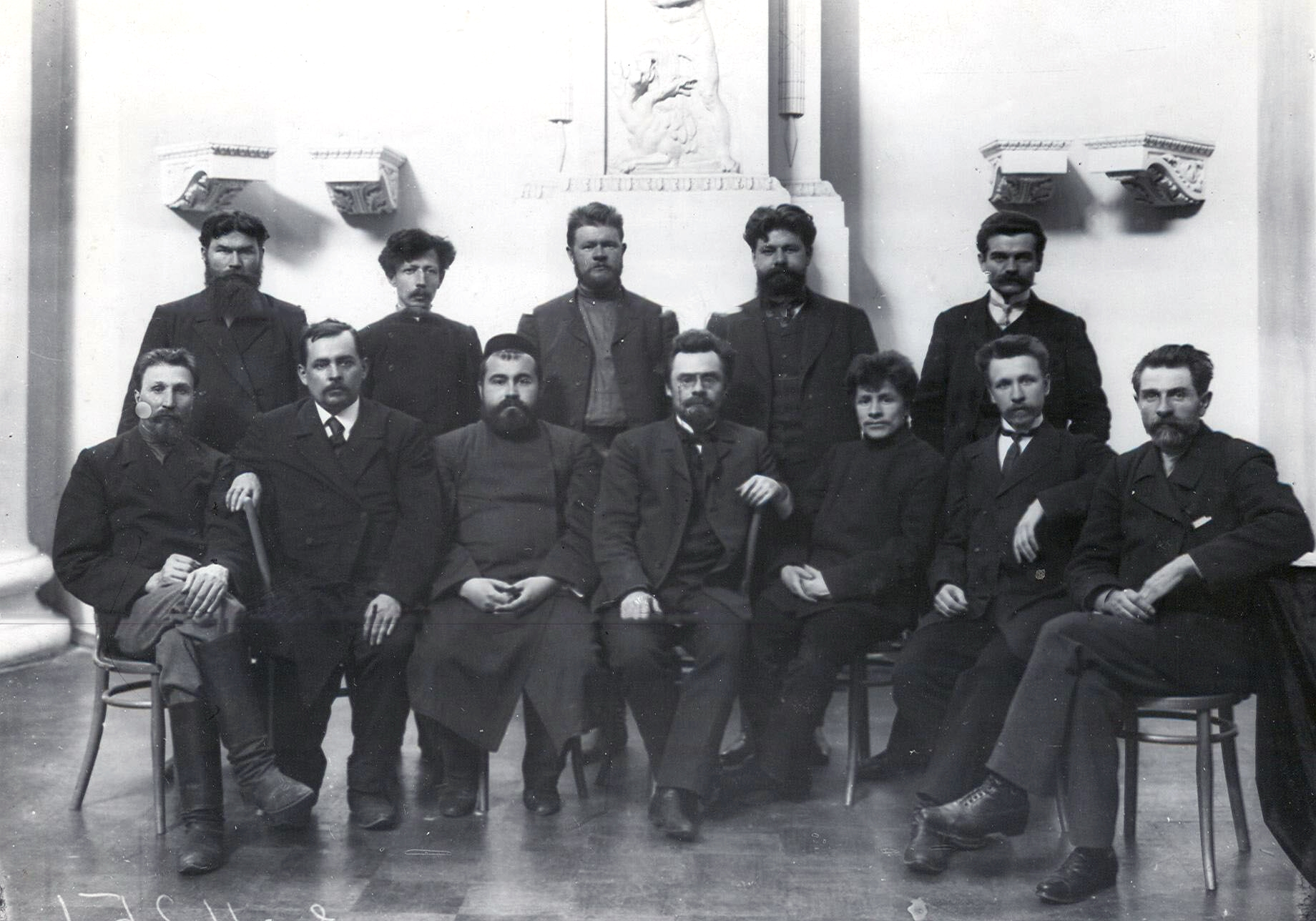
Депутаты от Самарской губернии. Сидят: И. Д. Сухоруков, А. П. Клинг,,  М.-Х. М. Атласов, В. Г. Архангельский, К. Ф. Вознесенский, М. Г. Немальцев, К. А. Рубан; стоят: Я. Ф. Вьюшков, В. М. Стрелков, В. С. Абрамов, П. Н. Попов, Н. В. Комар.
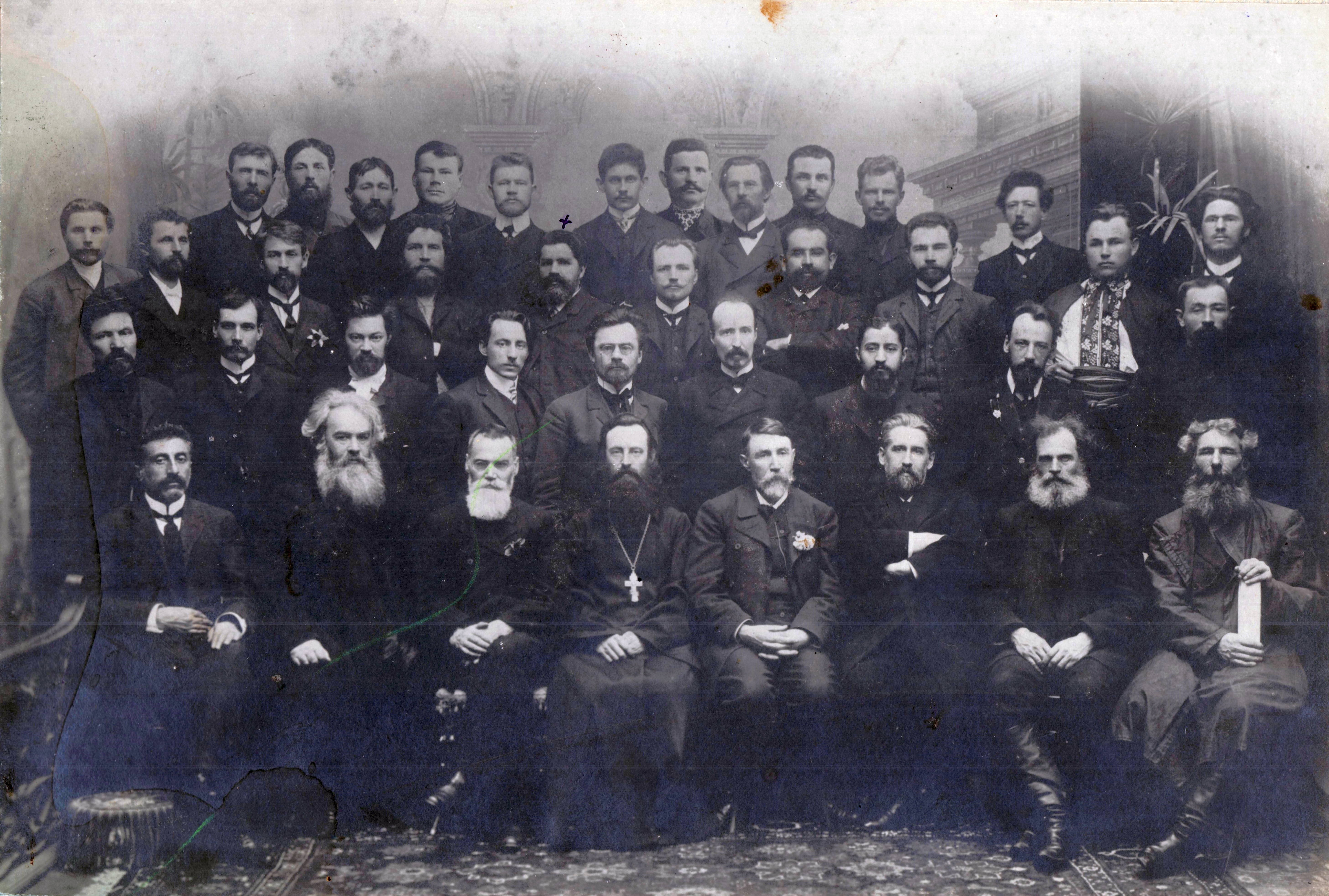
Фракция эсеров в Государственной Думе II созыва. В. М. Стрелков — второй справа в 4-м ряду.

### Архивы
- Российский государственный исторический архив. Фонд 1278. Опись 9. Дело 762; Дело 584. Лист 29 оборот.